# Obeidia libellulalis
Obeidia libellulalis är en fjärilsart som beskrevs av W. Warren 1893. Obeidia libellulalis ingår i släktet Obeidia och familjen mätare. Inga underarter finns listade i Catalogue of Life.